# Freda Guttman
Freda Claire Guttman, née le 16 mars 1934 à Montréal, est une artiste multidisciplinaire canadienne.

## Biographie
Freda Guttman commence ses études à l'École de design de Rhode Island (option Peinture). Elle poursuit sa scolarité en enseignement des arts au MacDonald College ainsi qu'à l'École des beaux-arts de Montréal où elle obtient en 1961, un diplôme en enseignement. Elle réalise un stage en gravure auprès de Jennifer Dickinson de 1968 à 1971 ainsi qu'un stage en photographie au Collège Dawson. En plus de sa carrière artistique, Freda Guttman enseigne pendant trois décennies dans différentes écoles et plus particulièrement à l'Université Concordia (1972-1983).

## Œuvre
Guttman combine l'art à une dimension politique, économique, sociale et écologique. Son travail artistique s'échelonne sur plus de quarante années de carrière et a été présenté au Canada, aux États-Unis, en Europe, au Mexique ainsi qu'au Nicaragua. 

« Le pouvoir de l'art se situe dans le rapport qu'il établit entre le fait de créer et celui de prendre conscience... et puis dans la possibilité qu'il nous donne de montrer aux autres qu'ils peuvent eux aussi créer à partir de ce qu'ils comprennent, et ainsi de suite. »

— Freda Guttman

## Expositions
- 1976 : Freda Guttman Bain (gravures), Galerie Powerhouse, Montréal
- 1982 : Exposition collective Art et féminisme, Montréal
- 1986 : Guatemala! Le chemin de la guerre (oeuvre multimédia), Chambre Blanche[4]
- 1989 : The Global Menu / Le Menu Global (exposition multimédia), Space Gallery, Toronto
- 1989 : Cris et chuchotements, DAZIBAO, Montréal
- 1990 : The Global Menu / Le Menu Global (exposition multimédia), OBORO, Montréal
- 1995 : Cassandra : un opéra en quatre actes, OBORO, Montréal
- 1998 : Cassandra : un opéra en quatre actes, Galerie Séquence, Chicoutimi[2]

## Musées et collections publiques
- Agnes Etherington Art Centre
- Musée d'art contemporain de Montréal
- Musée des beaux-arts de Montréal
- Musée des beaux-arts du Canada[5]
- Musée national des beaux-arts du Québec[6]
- Zimmerli Art Museum[7]